# Pfalzgrafenweiler
Pfalzgrafenweiler è un comune tedesco di 7 146 abitanti, situato nel land del Baden-Württemberg.